# Distretto di Suşehri
Il distretto di Suşehri (in turco Suşehri ilçesi) è uno dei distretti della provincia di Sivas, in Turchia.